# Kahleberg und Lugsteingebiet
Kahleberg und Lugsteingebiet este o arie protejată (arie de protecție specială avifaunistică — SPA) din Germania întinsă pe o suprafață de 328 ha, integral pe uscat.

## Localizare
Centrul sitului Kahleberg und Lugsteingebiet este situat la coordonatele 50°44′28″N 13°44′17″E / 50.7411°N 13.7381°E.

## Înființare
Situl Kahleberg und Lugsteingebiet a fost declarat arie de protecție specială avifaunistică în noiembrie 2006 pentru a proteja 9 specii de animale.

## Biodiversitate
Situată în ecoregiunea continentală, aria protejată nu include niciun habitat protejat.
La baza desemnării sitului se află mai multe specii protejate de  păsări (9): Anas platyrhynchos platyrhynchos, cristeiul de câmp (Crex crex), becațină comună (Gallinago gallinago), capîntortură (Jynx torquilla), sfrâncioc roșiatic (Lanius collurio), sfrâncioc mare (Lanius excubitor excubitor), mărăcinar (Saxicola rubetra), cocoșul de mesteacăn (Tetrao tetrix tetrix), mierlă gulerată (Turdus torquatus).